# 대구향교 대성전
대구향교 대성전(大邱鄕校 大成殿)은 대구광역시 중구에 있는 조선시대의 건축물이다. 1982년 3월 4일 대구광역시의 문화재자료 제1호로 지정되었다.

## 개요
대성전은 향교에서 명륜당과 더불어 중추를 이루는 주요 전각이다. 태조 7년(1398년) 처음 교동에 지어졌으며 임진왜란 때 전소된 것을 선조 32년(1599년)에 달성공원에 재건하였고, 선조 38년(1605년)에 다시 교동으로 이건하였으며 1932년에 지금의 위치로 이건하였다. 대성전에는 5성(五聖), 10철(十哲), 송조6현(宋朝六賢), 한국 18현의 위패를 봉안하고 있다.
1973년부터 시 차원에서 향교를 보수정화하였다. 전통 유교문화의 진흥을 위해서 영남의 유림이 모여 해마다 두 번씩 봄과 가을, 상정일(上丁日)에 석전대제를 올리고 있다. 정면 3칸, 측면 8칸의 다포식 단층 맞배지붕의 건축양식으로 지어졌다.

## 같이 보기
- 대구향교

## 참고 자료
- 대구향교대성전 - 국가유산청 국가유산포털